# Wang Zhongshan
Wang Zhongshan ist ein chinesischer Zhengspieler.
Wang besuchte ab 1981 die Kunstschule von Nanyang und studierte dort bei dem Zhengmeister Zhao Manqin. Ab 1986 setzte er seine Ausbildung bei Li Wanfen am Chinesischen Konservatorium in Peking fort. Er entwickelte eine neue Spieltechnik für die Zheng, war 1989 Preisträger des chinesischen Instrumentalwettbewerbs ART Cup und gewann dort 1995 den Ersten Preis für Zhengspieler. Er gab 1992 ein Rezital in Peking und gastierte u. a. in Japan, Korea, Taiwan, Polen und Macau. Außerdem wirkte er als Musiker in Fernseh- und Filmproduktionen mit. Sein virtuoses Spiel trug ihm den Namen „Prince of the Guzheng“ ein. Wang unterrichtet Zheng am Chinesischen Konservatorium und gab auch Kurse in Hongkong.

## Quelle
- Wang Zhong-Shan (Memento vom 28. September 2007 im Internet Archive) in: Sound of China Guzheng Music Promotion Center